# 德讷河畔圣于连
德讷河畔圣于连（法語：Saint-Julien-sur-Dheune，法語發音：[sɛ̃ ʒyljɛ̃ syʁ dœn]）是法国索恩-卢瓦尔省的一个市镇，属于欧坦区。

## 地名
法语人名“Julien”在日常人名译名以及《世界人名翻譯大辭典》、《法语姓名译名手册》等主流人名译名类书籍资料中译作“朱利安”，不过在《世界地名翻译大辞典》、《世界地名译名词典》和《法国地图册》等主流地名译名类书籍资料中译作“于连”。

## 地理
德讷河畔圣于连（46°46'23"N, 4°32'42"E）面积5.32 平方千米，位于法国勃艮第-弗朗什-孔泰大區索恩-卢瓦尔省，该省份为法国中部省份，北起顺时针与科多尔省、汝拉省、安省、罗讷省、卢瓦尔省、阿列省和涅夫勒省接壤。
与德讷河畔圣于连接壤的市镇（或旧市镇、城区）包括：埃塞尔泰讷、勒布勒伊、埃屈斯、莫雷。

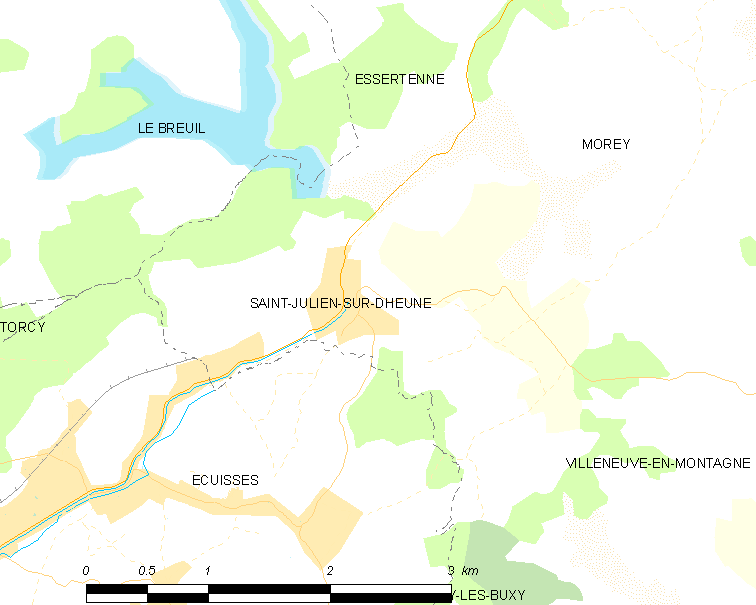
德讷河畔圣于连的OSM定位图

德讷河畔圣于连的时区为UTC+01:00、UTC+02:00（夏令时）。

## 行政
德讷河畔圣于连的邮政编码为71210，INSEE市镇编码为71435。

## 政治
德讷河畔圣于连所属的省级选区为布朗济县。

## 人口

1962-2008年间德讷河畔圣于连人口变化图示

德讷河畔圣于连于2022年1月1日时的人口数量为230人。